# آبي بيشوب
آبي بيشوب (بالإنجليزية: Abby Bishop)‏ مواليد 29 نوفمبر 1988 في جنوب أستراليا، هي لاعبة كرة سلة أسترالية. بدأت مسيرتها الاحترافية في سنة 2010. تلعب مع سياتل ستورم في دوري الاتحاد الوطني لكرة السلة النسائية كلاعب وسط. وتحمل الرقم 5. مثلت منتخب بلادها. شاركت في دورة الألعاب الأولمبية الصيفية سنة 2012. فازت بلقب دوري المحترفات.

## الميداليات
| الميدالية | المسابقة                       |
| --------- | ------------------------------ |
| برونزية   | الألعاب الأولمبية الصيفية 2012 |

## روابط خارجية
- آبي بيشوب على موقع الاتحاد الدولي لكرة السلة (الإنجليزية)
- آبي بيشوب على موقع الاتحاد الوطني لكرة السلة النسائية (الإنجليزية)
- آبي بيشوب على موقع كرة السلة الأوروبية.كوم (الإنجليزية)
- آبي بيشوب على موقع سبورتس رفرنس (الإنجليزية)
- آبي بيشوب على موقع سبورتس رفرنس (الإنجليزية)
- آبي بيشوب على موقع اللجنة الأولمبية الدولية (الإنجليزية)
- آبي بيشوب على موقع أوليمبيديا (الإنجليزية)
- آبي بيشوب على موقع اللجنة الأولمبية الأسترالية (الإنجليزية)